# N-Nitrosopiperidin
N-Nitrosopiperidin ist eine chemische Verbindung aus der Gruppe der Stickstoffheterocyclen und Nitrosamine.

## Vorkommen
N-Nitrosopiperidin wurde in Zigarettenrauch und in einigen Lebensmitteln nachgewiesen. In letzterem entsteht es aus Natriumnitrit (Lebensmittelzusatzstoff E 250).

## Gewinnung und Darstellung
N-Nitrosopiperidin kann durch Reaktion von Piperidin mit an Polyvinylpyrrolidon adsorbiertem Distickstofftetroxid in Dichlormethan als Lösungsmittel bei Raumtemperatur gewonnen werden.

## Eigenschaften
N-Nitrosopiperidin ist eine ölige gelbe Flüssigkeit, die löslich in Wasser ist. Sie zersetzt sich an Licht und besonders schnell unter UV-Licht.

## Verwendung
N-Nitrosopiperidin wird zur Herstellung von Epoxidharzen für die Elektroindustrie und Medizin sowie in der Krebsforschung verwendet.

## Regulierung
Über den Safe Drinking Water and Toxic Enforcement Act of 1986 besteht in Kalifornien seit dem 1. Januar 1988 eine Kennzeichnungspflicht für Produkte, die N-Nitrosopiperidin enthalten.